# Blei(II)-acetat
Blei(II)-acetat, ein farbloser kristalliner Feststoff, ist ein Acetat des Bleis, also ein Salz der Essigsäure. Neben der wasserfreien Form ist auch das Trihydrat  Pb(CH3COO)2 · 3 H2O bekannt. Historische Bedeutung hat es als Süßstoff, wofür es wegen seiner Giftigkeit heute nicht mehr verwendet wird. Heutzutage dient es insbesondere als Zwischenprodukt bei der Herstellung anderer Bleiverbindungen. Das andere wichtige Acetat des Bleis ist Blei(IV)-acetat, ein starkes Oxidationsmittel.

## Geschichte

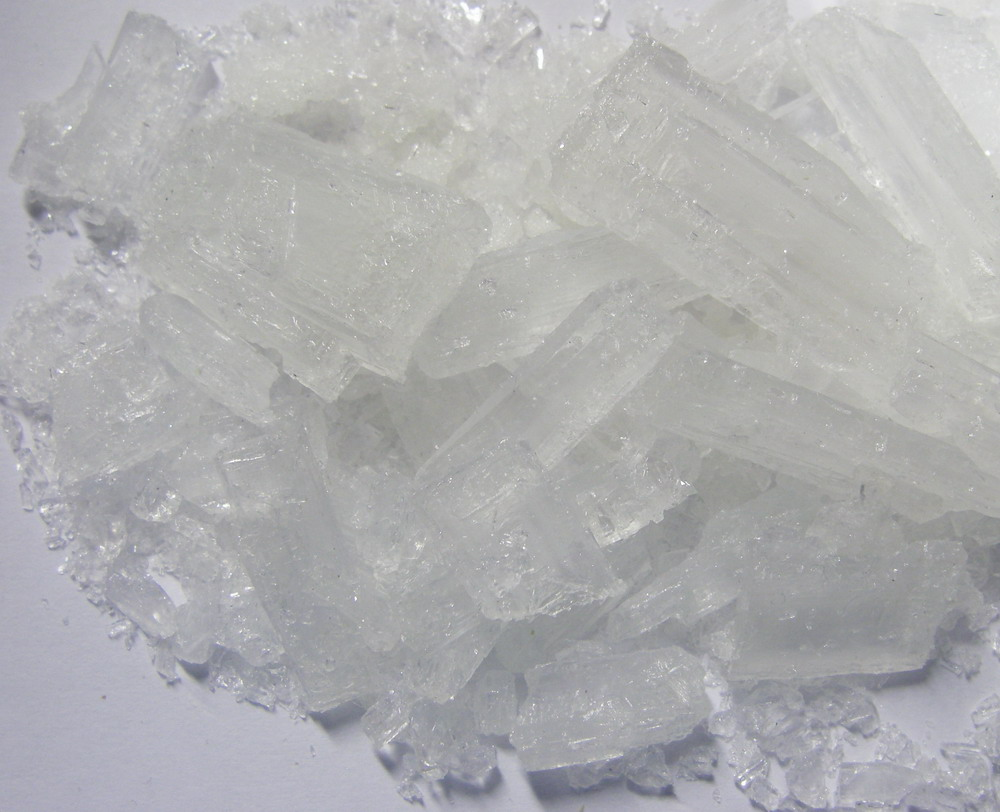
Bleizucker in kristalliner Form

Bekannt ist Blei(II)-acetat als Bleizucker, da es süß schmeckt und gut in Wasser löslich ist. Trotz seiner Giftigkeit wurde Bleizucker bis zum 19. Jahrhundert als Zuckerersatz (Defrutum) verwendet – insbesondere wurde Wein damit gesüßt. Ludwig van Beethovens Tod durch verpanschte Weine wurde kontrovers diskutiert. Laut neuesten Untersuchungen, bei denen drei seiner Haarlocken „aufgebraucht“ wurden, litt er tatsächlich an einer chronischen Bleivergiftung. Eine Bleizuckerfabrik, die Anfang des 19. Jahrhunderts auf dem Gelände des Sacrower Schlossparks betrieben wurde, konnte archäologisch untersucht werden.
Daneben diente Blei(II)-acetat als Edukt in frühen Synthesen von Aceton. Dessen Herstellung durch Pyrolyse von Metallacetaten war schon zu Beginn des 17. Jahrhunderts bekannt und Bleiacetat wurde am häufigsten eingesetzt.

## Darstellung
Wasserfreies Blei(II)-acetat kann durch Reaktion von Blei(II)-oxid oder Blei(II)-carbonat mit Eisessig (reiner Essigsäure) gewonnen werden:
{\displaystyle \mathrm {PbO\ +\ 2\ CH_{3}COOH\rightarrow Pb(CH_{3}COO)_{2}\ +\ H_{2}O} }
Durch Reaktion von Blei(II)-oxid mit verdünnter Essigsäure wird Blei(II)-acetat-Trihydrat erhalten.

## Eigenschaften
Wasserfreies Blei(II)-acetat ist ein weißer kristalliner Feststoff und sehr leicht wasserlöslich. Das Trihydrat ist ebenfalls ein farbloser kristalliner Feststoff und gut wasserlöslich, aber unlöslich in Ethanol. Blei(II)-acetat-Trihydrat kristallisiert im monoklinen Kristallsystem in der Raumgruppe C2/m (Raumgruppen-Nr. 12) mit den Gitterparametern a = 15,85 Å; b = 7,30 Å, c = 9,10 Å und β = 109,8 ° sowie 4 Formeleinheiten pro Elementarzelle.

## Verwendung
Lösungen von Blei(II)-acetat dienen vor allem zur Gewinnung anderer Bleiverbindungen. Oft wird das Trihydrat zur Herstellung von Bleiverbindungen verwendet, beispielsweise Blei(II)-carbonat durch Reaktion mit Kohlenstoffdioxid, außerdem Bleichromat und Bleiseifen.
Blei(II)-acetat-Lösung dient auch zur Herstellung des Lindlar-Katalysators. Dabei handelt es sich um einen Palladium-auf-Calciumcarbonat-Katalysator, der zur selektiven Hydrierung von Alkinen zu cis-Alkenen verwendet wird. Für die selektive Reduktion wird der Katalysator einerseits mit Bleiacetat behandelt und andererseits in Gegenwart von Chinolin eingesetzt.
Blei(II)-acetat dient auch als Nachweisreagenz für Sulfide. Bleipapier, ein mit einer einprozentigen wässrigen Lösung von Bleiacetat getränktes und in schwefelwasserstofffreier Luft getrocknetes Filterpapier, dient zur qualitativen Erkennung von Schwefelwasserstoff (H2S), es entsteht braungraues, metallisch glänzendes Bleisulfid. Bei der Isolierung von Naturstoffen kann Blei(II)-acetat genutzt werden, um störende Gerbstoffe und Flavonoide auszufällen. Der Niederschlag kann im Anschluss per Filtration abgetrennt werden. Überschüssige Pb2+-Ionen können durch Zugabe von SO42−-Ionen als Blei(II)-sulfat gefällt werden.